# Warschauer Altstadt
Die Warschauer Altstadt ist das historische Zentrum der polnischen Hauptstadt Warschau. Sie wurde nach der völligen Zerstörung im Zweiten Weltkrieg 1944 im Zeitraum von 1949 bis 1955 weitgehend originalgetreu wiederaufgebaut und am 2. September 1980 in die UNESCO-Liste des Weltkulturerbes eingetragen.

## Geschichte

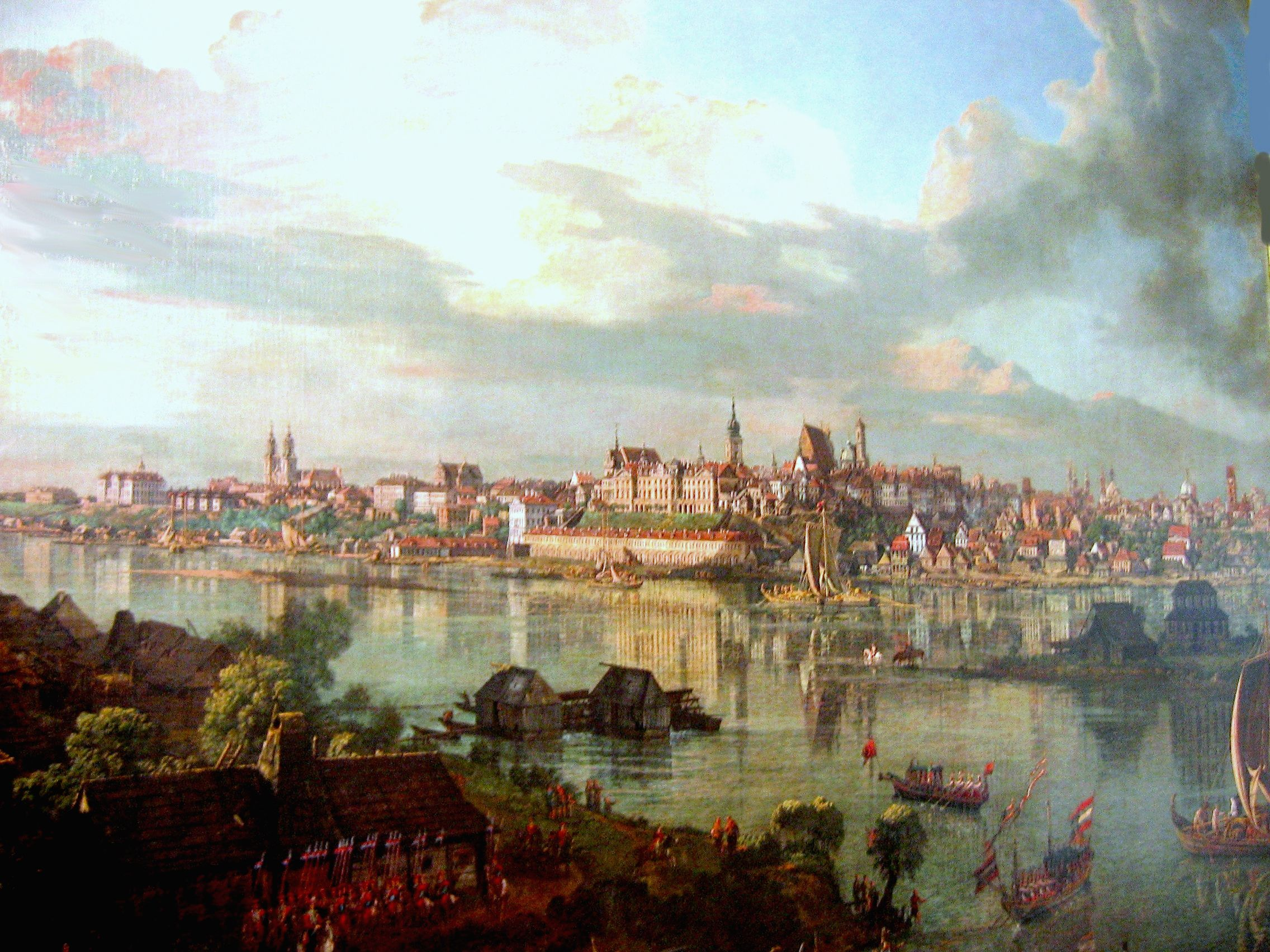
Ansicht von Warschau, von Praga aus gesehen (um 1790 nach Canaletto)

Die Warschauer Altstadt wurde unweit des Weichselufers, über einer steilen Böschung, neben der Burg der masowischen Fürsten, im 13. Jahrhundert gegründet. Die Stadt war zuerst von einem Erdwall umgeben, am Ende des 14. Jahrhunderts wurde eine Stadtmauer aus Backstein errichtet. Die Stadt bestand aus einem quadratischen Marktplatz und einem rechtwinkligen Straßennetz. Innerhalb der Stadtmauer befanden sich drei Kirchen: die St.-Johannes-Kathedrale, später entstanden die St.-Martins-Kirche und die Jesuitenkirche. In der Mitte des Marktplatzes wurde ein Rathaus errichtet. Warschau wurde 1413 zum Fürstensitz erklärt. Es wurde die Stadtmauer verdoppelt, ein Stadtgraben ausgehoben. Es gab zwei Stadttore: das Krakauer Tor vom Süden und das Neustadt-Tor mit einem Rondell vom Westen. Am Krakauer Tor, dicht an der Böschung, befand sich der Fürstensitz im rechteckigen, gotischen Gebäude.
1611 erhob der polnische König Sigismund III. Wasa Warschau zur Hauptstadt Polens. Die Stadt entwickelte sich rasch außerhalb der Stadtmauern, insbesondere in südlicher Richtung entlang der Weichsel. Es entstanden prächtige Paläste und Bürgerhäuser, die Altstadt blieb dagegen fast unverändert. Aus der alten Fürstenresidenz wurde ein fünfeckiges Königsschloss. 1643 bis 1644 wurde auf dem Schlossplatz neben dem Krakauer Tor das Denkmal des Sigismund III. Wasa in Form einer Säule errichtet. Am Ende des 18. Jahrhunderts erhielt das Schloss eine schmucke Ostfassade im Stile des sächsischen Barocks. Die übrigen Fassaden blieben sparsam dekoriert. Nach der Dritten Teilung Polens kam Warschau als Hauptstadt des mit dem Zarenreich durch eine Personalunion verbundenen Kongresspolen 1815 unter russische Herrschaft. Nach dem gescheiterten Aufstand 1831 und der Aufhebung der Autonomie wurde es zu einer russischen Provinzstadt. Die Altstadt verkam zum Armenviertel. Das Rathaus wurde abgerissen und die Stadtmauern mit Mietskasernen umbaut und teilweise abgebrochen.
1918 wurde Warschau wieder die Hauptstadt eines unabhängigen polnischen Staates. Die Altstadt wurde als Tourismusziel erneuert, die Bürgerhäuser am Marktplatz wurden 1928 von bekannten Malern geschmückt. Die Stadtmauern wurden teilweise von den Mietskasernen befreit und renoviert. Das Königsschloss wurde 1926 zur Residenz des polnischen Staatspräsidenten.

## Zerstörung
Im September 1939 wurde das Königsschloss von Fliegerbomben getroffen und brannte teilweise aus. Die Kunsthistoriker versuchten unter Lebensgefahr Architekturdetails und Ausstattungselemente des Schlosses für den zukünftigen Wiederaufbau zu retten.
Im Warschauer Aufstand 1944 wurde die Altstadt stark umkämpft. Viele Häuser stürzten im Bombenhagel ein. Nach der Niederlage der polnischen Heimatarmee wurde die gesamte überlebende Bevölkerung vertrieben, in der menschenleeren Stadt zerstörten SS-Einheiten mit Flammenwerfern und Sprengsätzen daraufhin die noch übriggebliebenen Bauten. Auch das 1939 ausgebrannte Königsschloss wurde 1944 vollständig zerstört.

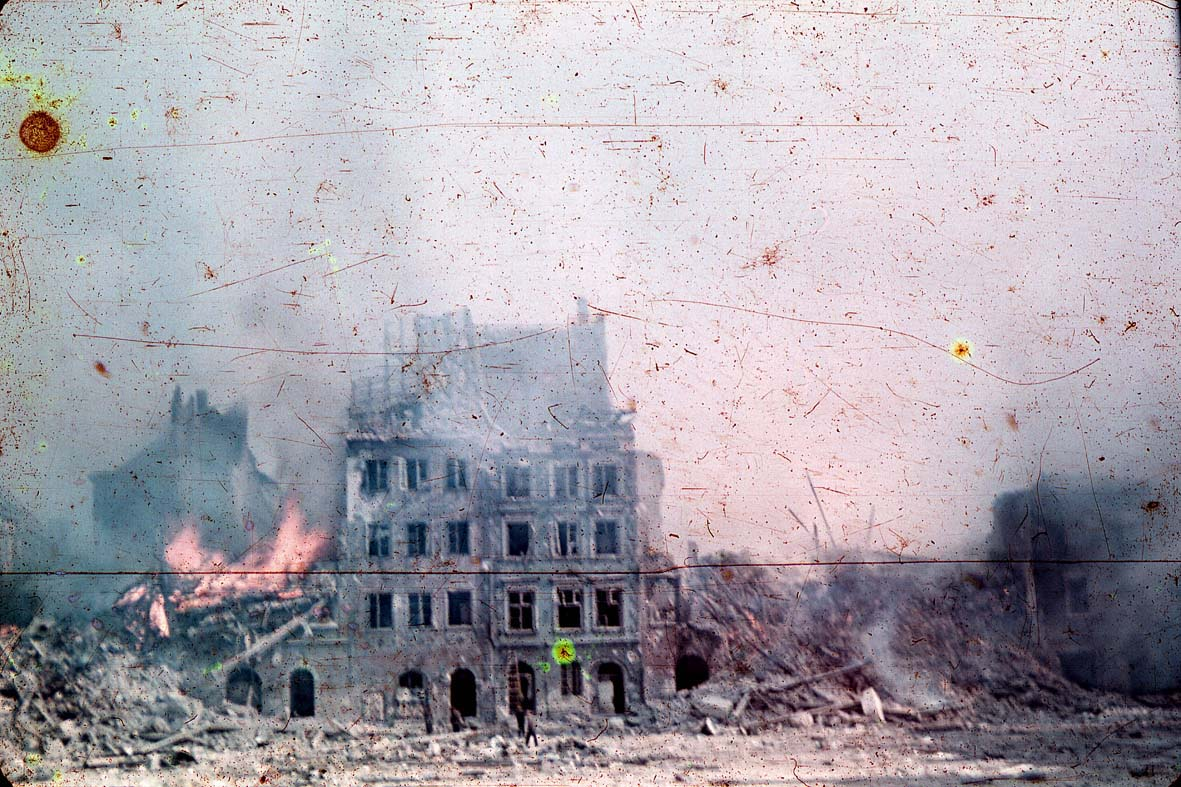
Warschauer Aufstand 1944
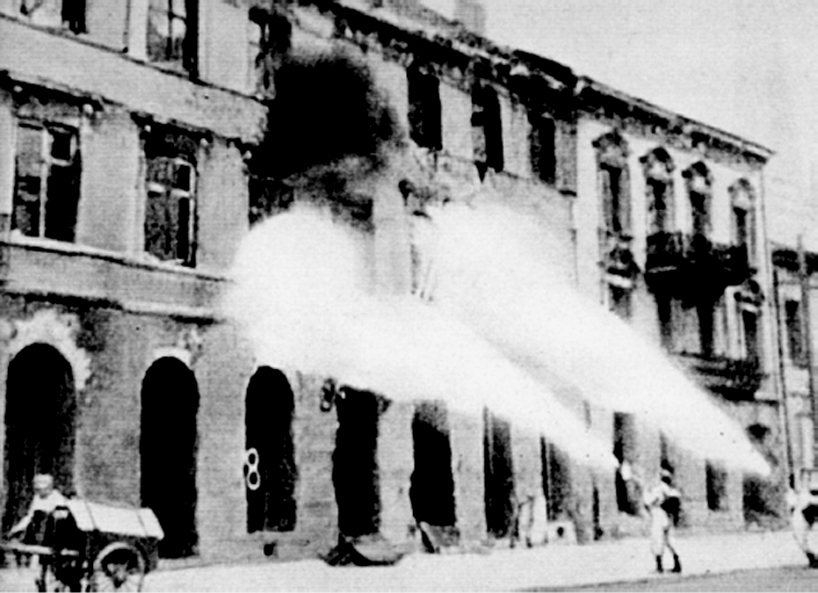
Deutscher Flammenwerfertrupp in Warschau
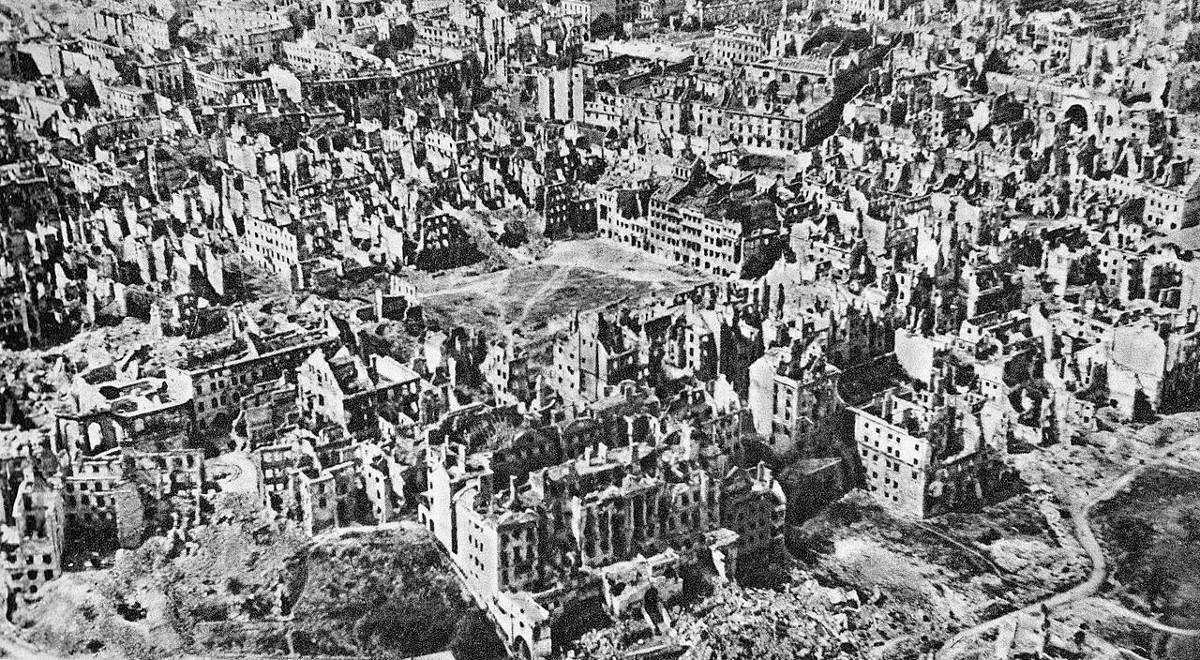
Zerstörte Altstadt 1945
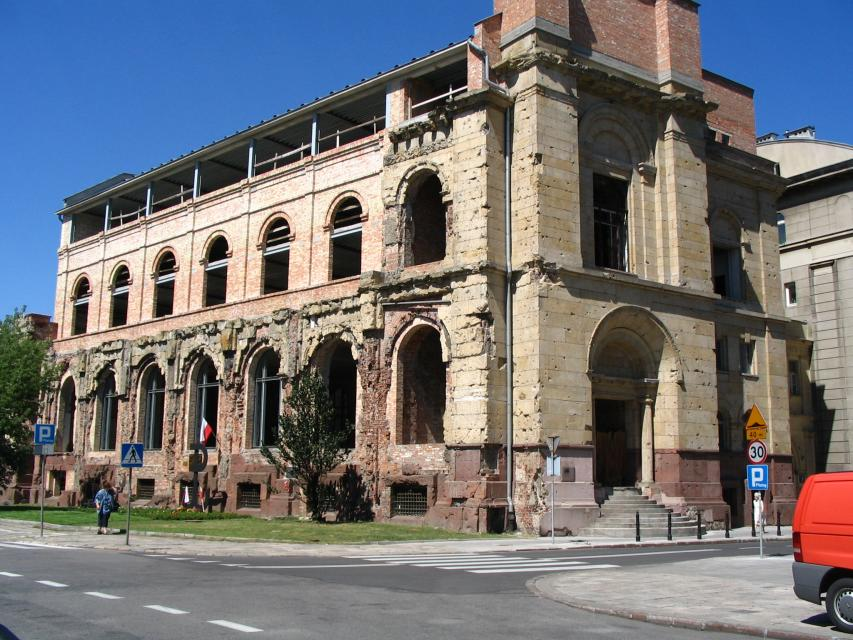
Die Bank Polski 2004

## Wiederaufbau

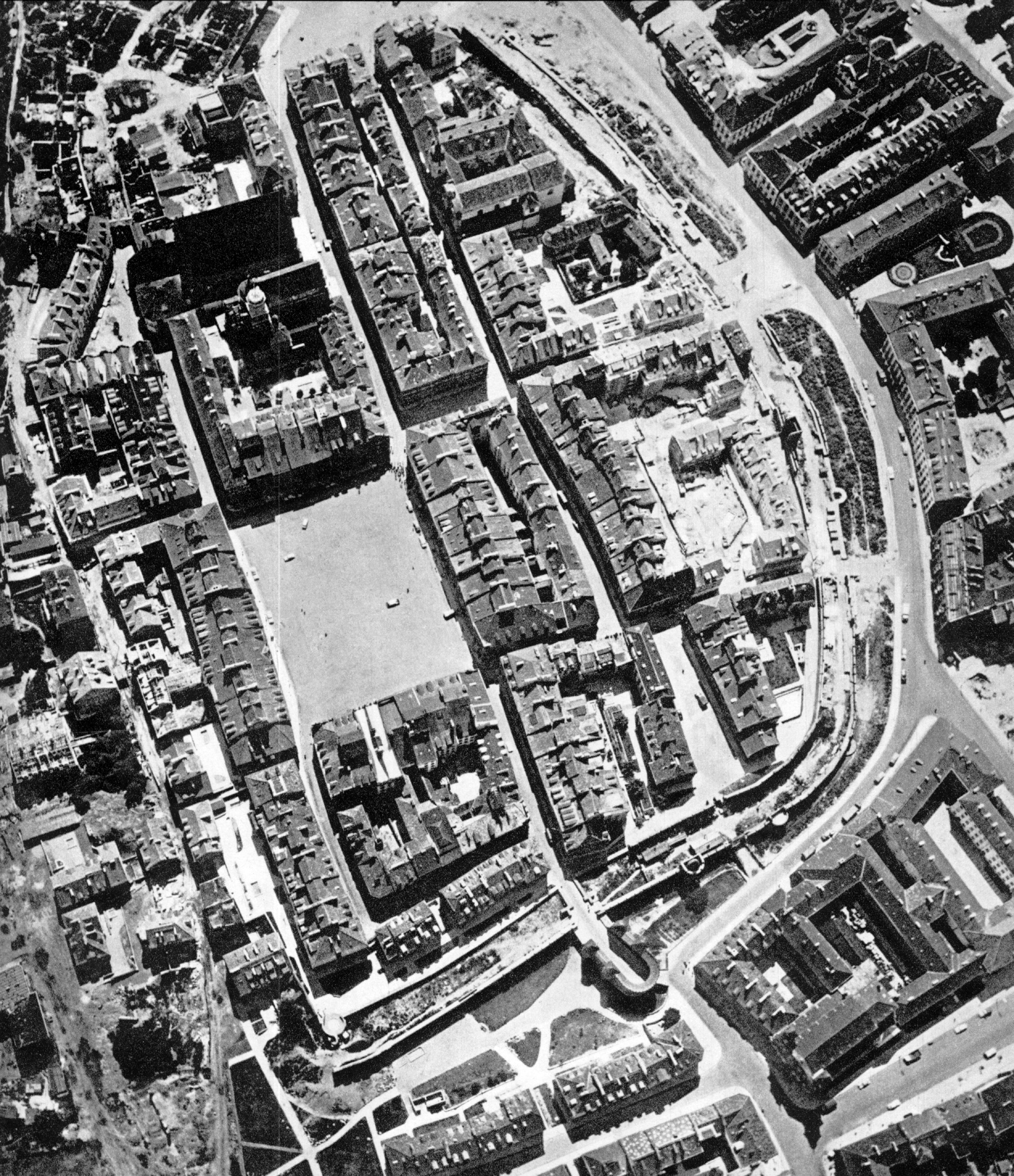
Die wiederaufgebaute Altstadt um 1960

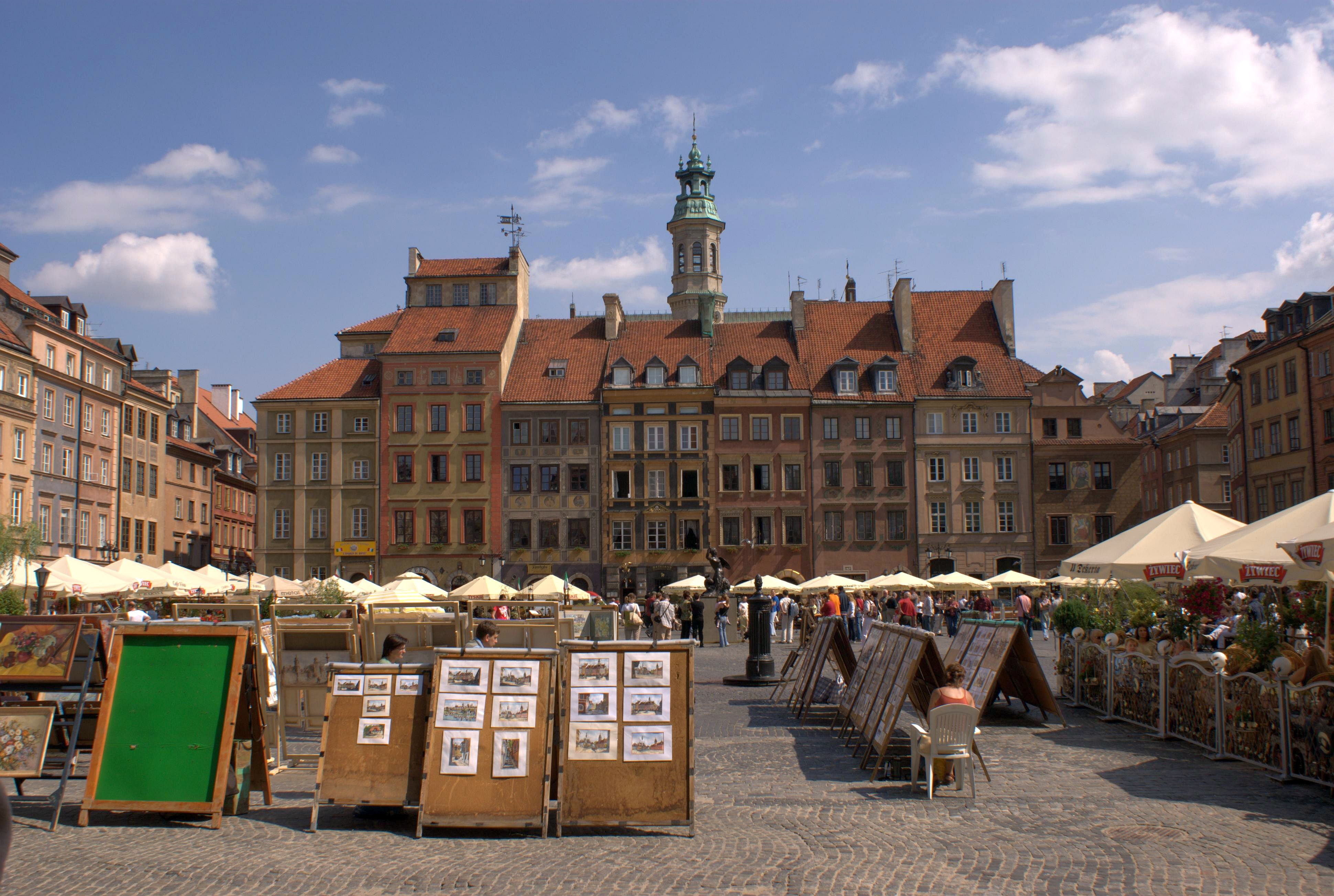
Marktplatz von Warschau

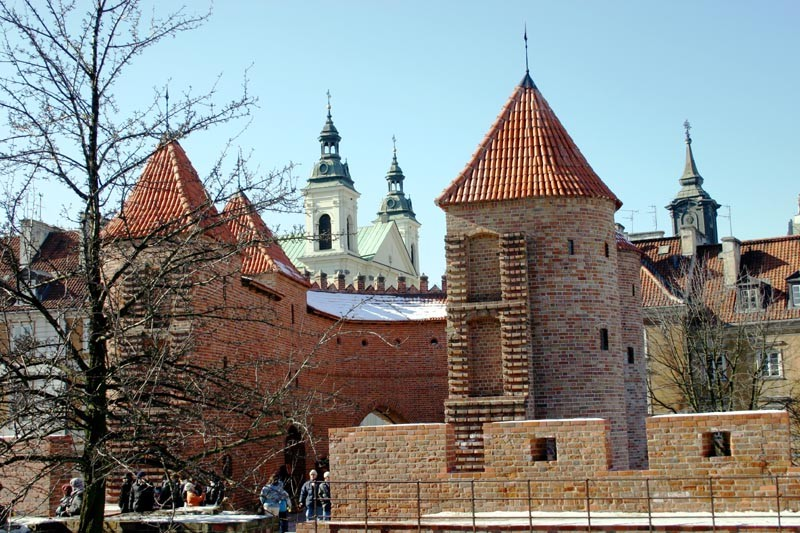
Der Barbakan von Warschau, dahinter die Neustadt (Nowe Miasto)

Die Warschauer, die nach dem 18. Januar 1945 zurückkehrten, fanden fast nur unbewohnbare Ruinen vor. Von den 957 als historisch klassifizierten Gebäuden der Vorkriegszeit waren 782 komplett zerstört und 141 teilweise zerstört. In der Altstadt standen noch die massiven Erdgeschossmauern, aber die Obergeschosse waren vielfach eingestürzt. Doch bald begann der Wiederaufbau. Zunächst mussten etwa 100.000 Minen entschärft werden. Am einfachsten wäre es gewesen, die Ruinen zu räumen und neue Häuser serienmäßig zu errichten. Aber man entschied sich, die Altstadt und das Königsschloss annähernd originalgetreu wiederherzustellen. Sie sollten ein Zeichen des Triumphes über die Besatzer darstellen. Der Wiederaufbau stand unter der Leitung von Jan Zachwatowicz.
Schon am 14. Februar 1945 entstand das Büro für den Wiederaufbau der Hauptstadt. Beim Wiederaufbau konnten Vermessungszeichnungen aus der Vorkriegszeit verwendet werden, die im Archiv der Architekturfakultät des Polytechnikums gerettet worden waren. Für die Fassadenrekonstruktionen wurden insbesondere detailreiche Stadtansichten aus dem 18. Jahrhundert von Bernardo Bellotto, genannt Canaletto, genutzt. 1945 bis 1947 wurden die Bürgerhäuserruinen um den Marktplatz vom Schutt befreit. Gleichzeitig wurden archäologische Ausgrabungen durchgeführt. Unter dem bröckelnden Putz erschienen Fragmente gotischer Backsteinmauern und sogar ganze Spitzbögen. 1949 wurden die wiederaufgebauten Häuser der Nordseite des Marktplatzes dem Historischen Museum von Warschau (heute Museum von Warschau) übergeben und die gestürzte Sigismund-Säule wiedererrichtet. Mit dem Bau der neuen Ost-West-Straße, die am Rande der Altstadt verläuft, wurde 1948 begonnen. Sie wurde neben dem Schlossplatz im Tunnel kollisions- und lärmfrei geführt.
Am 22. Juli 1953 wurde die Warschauer Altstadt feierlich eröffnet. Die Häuser erhielten weitgehend das originalgetreue Aussehen, aber im Inneren wurden kleine Wohnungen nach dem damaligen Standard eingerichtet. Einige Wohnungen wurden bekannten Künstlern zur Verfügung gestellt. Manche Bereiche, etwa die vor dem Krieg vielfach vier- bis fünfstöckig bebaute Ulica Nowy Świat (Neue-Welt-Straße) wurden auf zweistöckige Bebauungshöhe zurückgeführt und erhielten so einen kleinstädtischen Charakter. Aus heutiger Sicht wertvolle Bauten des Historismus und des Jugendstils wurden dabei zum Teil bewusst geopfert.
Der Wiederaufbau der Altstadt wurde erst um 1955 endgültig beendet. Der Wiederaufbau des Königsschlosses wurde wegen Geldmangels auf eine unbestimmte Zeit verschoben. Der Schutt wurde entsorgt, die Fundamente mit Erde verschüttet und mit Rasen bedeckt. Als der neue Parteisekretär Edward Gierek an die Macht kam, schlug er 1971 vor, den Wiederaufbau aus Spendengeldern zu finanzieren, was ihm eine allgemeine, aber kurzzeitige Sympathie brachte. Der Wiederaufbau dauerte etwa 17 Jahre. Es wurden die 1939 geretteten Details wiederverwendet. Im Königsschloss werden heute Kunstwerke aus den alten Sammlungen ausgestellt, darunter die für den Wiederaufbau Warschaus sehr wichtigen Vedute der Stadt von Bernardo Bellotto sowie auch neu gespendete Kunstobjekte. Die am Fuße des Schlosses befindlichen Kubicki-Arkaden bilden die Empfangshalle für Besucher und sind mit dem Erdgeschoss mit einer Rolltreppe verbunden.

## Welterbe

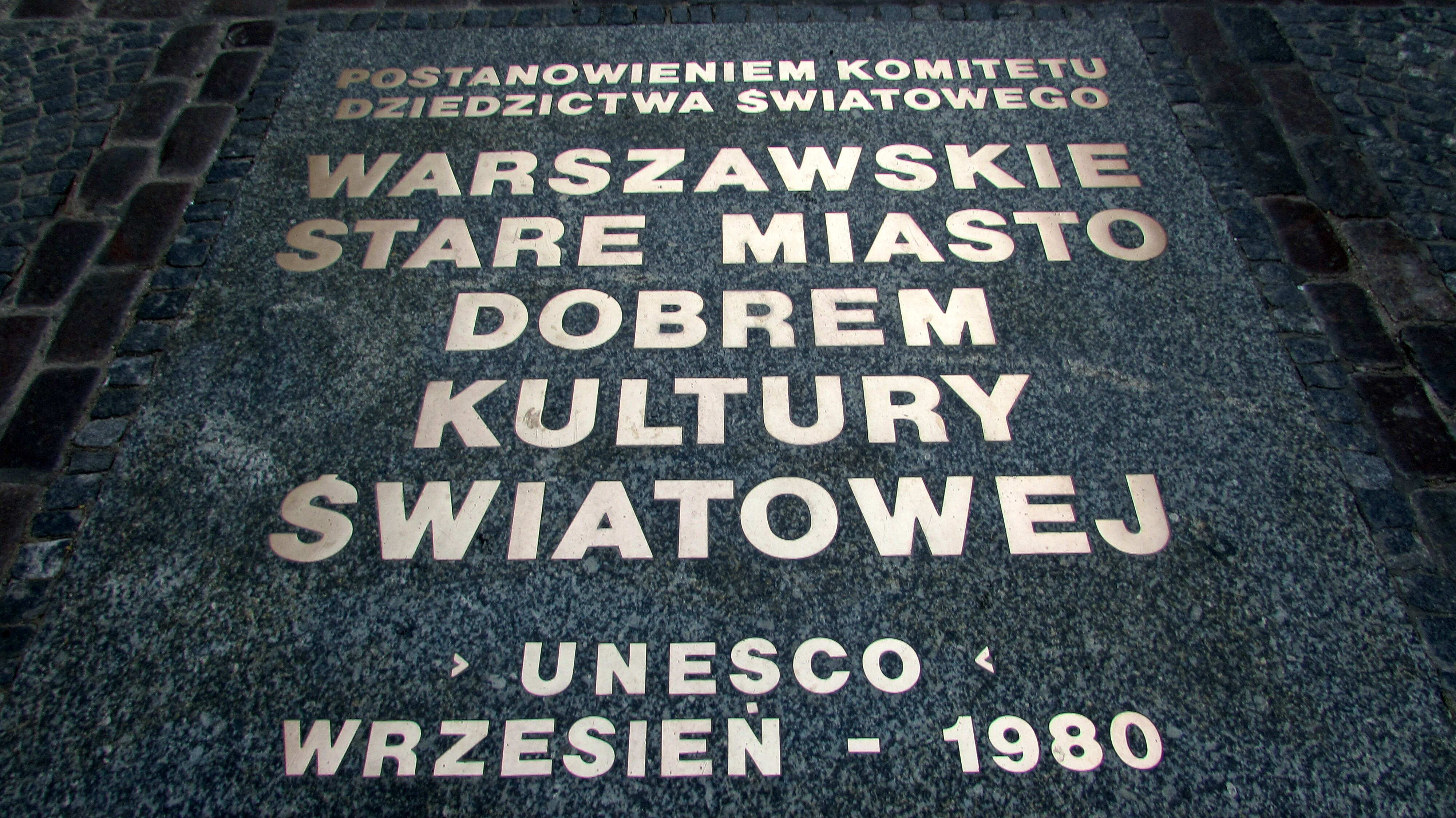
Hinweis auf Weltkulturerbe in der Altstadt

Folgende Kriterien waren 1980 für die Eintragung in die Liste des Welterbes maßgebend:
Criterion (ii): The initiation of comprehensive conservation activities on the scale of the entire historic city was a unique European experience and contributed to the verification of conservation doctrines and practices.
(Die Einführung eines zusammenhängenden Wiederaufbaus im Maßstab einer gesamten historischen Altstadt war ein einzigartiges europäisches Experiment und trug dazu bei, dass die Regeln und die Praxis der Rekonstruktion und Denkmalerhaltung überprüft wurden.)
Criterion (vi): The Historic Centre of Warsaw is an exceptional example of the comprehensive reconstruction of a city that had been deliberately and totally destroyed. The foundation of the material reconstruction was the inner strength and determination of the nation, which brought about the reconstruction of the heritage on a unique scale in the history of the world.
(Die Altstadt von Warschau – das historische Zentrum  – ist ein außergewöhnliches Beispiel einer umfassenden Rekonstruktion einer Altstadt, die absichtlich und vollständig zerstört worden war. Die Basis der materiellen Wiederherstellung war die innere Stärke und Entschlossenheit der polnischen Nation, der es gelang, das historische Erbe auf eine einzigartige Weise in der Weltgeschichte wiederherzustellen.)